# IFK Värnamo
Idrottsföreningen Kamraterna Värnamo (IFK Värnamo) – szwedzki klub piłkarski z siedzibą w mieście Värnamo. Obecnie gra w rozgrywkach Allsvenskan. Swoje mecze rozgrywa na stadionie Finnvedsvallen, o pojemności 5 000 miejsc.